# Gloria (serie televisiva 1982)
Gloria è una serie televisiva statunitense, prodotta tra il 1982 e il 1983, spin-off di Arcibaldo, concepita come la continuazione della serie originale.

## Trama
La serie è incentrata sul personaggio di Gloria, della serie televisiva Arcibaldo.

## Accoglienza e cancellazione
La serie aveva una media di 18 milioni di spettatori, nonostante ciò, essendo non il massimo per l'epoca, la CBS decise di concludere la serie, dopo solo una stagione. Nello stesso periodo stava fallendo anche la serie originale.
L'ultimo episodio venne trasmesso il 10 aprile 1983, 6 giorni dopo la fine di Arcibaldo.

## Episodi
| nº | Titolo originale               | Titolo italiano | Prima TV USA      | Prima TV Italia |
| -- | ------------------------------ | --------------- | ----------------- | --------------- |
| 0  | Gloria:The first day           |                 | 1º giugno 1982    |                 |
| 1  | The first day                  |                 | 26 settembre 1982 |                 |
| 2  | First Date                     |                 | 3 ottobre 1982    |                 |
| 3  | Bully for you                  |                 | 10 ottobre 1982   |                 |
| 4  | If at First You Don't Succeed  |                 | 17 ottobre 1982   |                 |
| 5  | Pig in a Blanket               |                 | 24 ottobre 1982   |                 |
| 6  | Teacher's Pet                  |                 | 31 ottobre 1982   |                 |
| 7  | Malpractice                    |                 | 7 novembre 1982   |                 |
| 8  | F-F-Father's Day               |                 | 21 novembre 1982  |                 |
| 9  | The Taxman Cometh              |                 | 28 novembre 1982  |                 |
| 10 | Still Life with Cat            |                 | 12 dicembre 1982  |                 |
| 11 | Miracle at Fox Ridge           |                 | 19 dicembre 1982  |                 |
| 12 | Visitation                     |                 | 26 dicembre 1982  |                 |
| 13 | Gloria on the Couch            |                 | 9 gennaio 1983    |                 |
| 14 | Love in the Past Tents         |                 | 16 gennaio 1983   |                 |
| 15 | Truth and Consequences         |                 | 23 gennaio 1983   |                 |
| 16 | Let's Call the Whole Thing Off |                 | 13 febbraio 1983  |                 |
| 17 | Death Row Dog                  |                 | 20 febbraio 1983  |                 |
| 18 | Coming Apart'                  |                 | 27 febbraio 1983  |                 |
| 19 | It Almost Happened One Night   |                 | 13 marzo 1983     |                 |
| 20 | Class Struggle                 |                 | 3 aprile 1983     |                 |
| 21 | An Uncretited Woman            |                 | 10 aprile 1983    |                 |